# Deutsche Cadre-47/1-Meisterschaft 1976/77

Veranstaltungsort: Erkelenz

Die Deutsche Cadre-47/1-Meisterschaft 1976/77 ist eine Billard-Turnierserie und fand vom 6. bis zum 9. Januar 1977 in Erkelenz zum elften Mal statt.

## Geschichte
Wieder zurückgekehrt zum bewährten System fand in Erkelenz die elfte Deutsche Meisterschaft im Cadre 47/1 statt. Der Berliner Dieter Müller bewies wieder einmal, dass er zu den besten Cadre-Spielern der Welt gehört. Mit 32,23 verbesserte er seinen eigenen deutschen Rekord im Generaldurchschnitt (GD) aus dem Jahr 1970 deutlich. Auch wieder eine sehr gute Leistung lieferte Klaus Hose ab. Er wurde Zweiter vor dem punktgleichen Velberter Thomas Wildförster. Wildförster bewies bei dieser Meisterschaft eindrücklich sein großes Talent. Speziell in dieser schwierigen Cadre-Disziplin war seine hervorragende Serienführung zu erkennen. Das beweist auch seine Höchstserie von 225 Punkten.
Weshalb das Match Günter Siebert gegen Klaus Müller in der siebten Spielrunde mit einem kampflosen Sieg für Müller endete ist aus dem Turnierbericht in der Billard-Zeitung nicht zu ersehen.

## Modus
Gespielt wurde in zwei Vorrundengruppen à 5 Spieler. Die besten drei jeder Gruppe qualifizierten sich für die Endrunde. Das ganze Turnier wurde bis 300 Punkte gespielt.
Die Endplatzierung ergab sich aus folgenden Kriterien:
1. Matchpunkte
2. Generaldurchschnitt (GD)
3. Bester Einzeldurchschnitt (BED)
4. Höchstserie (HS)

## Teilnehmer (Alphabetisch)
1. Klaus Hose (DBC Bochum 1926) (Titelverteidiger)
2. Fritz Günther (BV Völklingen)
3. Dieter Müller (Billard-Akademie Berlin)
4. Klaus Müller (BC Viktoria 09 Neunkirchen)
5. Norbert Ohagen (BSV Velbert)
6. Günter Siebert (BC „Pack'n an“ Hattingen)
7. Otto Wallraf (Kölner BC 1908)
8. Thomas Wildförster (BSV Velbert)
9. Dieter Wirtz (Düsseldorfer Bfr. 54)
10. Wolfgang Zenkner (BSV München)

## Vorrunde
| MP    | Match Points (Sieger = 2; Unentschieden = 1; Verlierer = 0) |
| Pkte. | Erzielte Karambolagen                                       |
| Aufn. | Benötigte Versuche                                          |
| GD    | Generaldurchschnitt                                         |
| BED   | Bester Einzeldurchschnitt eines Spielers                    |
| HS    | Höchstserie                                                 |
|       | Bester GD des Turniers                                      |
|       | Bester ED des Turniers                                      |
|       | Beste HS des Turniers                                       |
|       | 1. Platz (Gold)                                             |
|       | 2. Platz (Silber)                                           |
|       | 3. Platz (Bronze)                                           |

| Platz                      | Name             | MP  | Pkte. | Aufn. | GD    | BED   | HS  |
| -------------------------- | ---------------- | --- | ----- | ----- | ----- | ----- | --- |
| 1                          | Dieter Müller    | 8:0 | 1200  | 31    | 38,70 | 60,00 | 151 |
| 2                          | Klaus Müller     | 4:4 | 906   | 94    | 9,63  | 10,71 | 49  |
| 3                          | Fritz Günther    | 4:4 | 920   | 121   | 7,60  | 9,89  | 70  |
| 4                          | Dieter Wirtz     | 2:6 | 824   | 90    | 9,15  | 12,50 | 65  |
| 5                          | Wolfgang Zenkner | 2:6 | 888   | 102   | 8,70  | 16,66 | 156 |
| Gruppendurchschnitt: 10,81 |                  |     |       |       |       |       |     |

| Platz                      | Name               | MP  | Pkte. | Aufn. | GD    | BED   | HS  |
| -------------------------- | ------------------ | --- | ----- | ----- | ----- | ----- | --- |
| 1                          | Klaus Hose         | 6:2 | 1080  | 46    | 23,47 | 50,00 | 226 |
| 2                          | Thomas Wildförster | 6:2 | 1184  | 62    | 19,09 | 60,00 | 225 |
| 3                          | Günter Siebert     | 6:2 | 1021  | 80    | 12,76 | 17,64 | 113 |
| 4                          | Norbert Ohagen     | 2:6 | 765   | 101   | 7,57  | 6,66  | 65  |
| 5                          | Otto Wallraf       | 0:8 | 390   | 79    | 4,93  | –     | 49  |
| Gruppendurchschnitt: 12,06 |                    |     |       |       |       |       |     |

## Endrunde

### 5. Spielrunde
| Name          | MP  | Pkte. | Aufn. | GD    | BED   | HS  |
| ------------- | --- | ----- | ----- | ----- | ----- | --- |
| Klaus Hose    | 2:0 | 300   | 13    | 23,07 | 23,07 | 131 |
| Fritz Günther | 0:2 | 78    | 13    | 6,00  | –     | 25  |

| Name               | MP  | Pkte. | Aufn. | GD    | BED   | HS  |
| ------------------ | --- | ----- | ----- | ----- | ----- | --- |
| Thomas Wildförster | 2:0 | 300   | 16    | 18,75 | 18,75 | 100 |
| Klaus Müller       | 0:2 | 74    | 16    | 4,62  | –     | 22  |

| Name           | MP  | Pkte. | Aufn. | GD    | BED   | HS  |
| -------------- | --- | ----- | ----- | ----- | ----- | --- |
| Dieter Müller  | 0:2 | 295   | 15    | 19,66 | –     | 78  |
| Günter Siebert | 2:0 | 300   | 15    | 20,00 | 20,00 | 122 |

### 6. Spielrunde
| Name               | MP  | Pkte. | Aufn. | GD    | BED   | HS |
| ------------------ | --- | ----- | ----- | ----- | ----- | -- |
| Dieter Müller      | 2:0 | 300   | 9     | 33,33 | 33,33 | 98 |
| Thomas Wildförster | 0:2 | 151   | 9     | 18,87 | –     | 91 |

| Name           | MP  | Pkte. | Aufn. | GD    | BED   | HS |
| -------------- | --- | ----- | ----- | ----- | ----- | -- |
| Günter Siebert | 0:2 | 263   | 25    | 10,52 | –     | 64 |
| Fritz Günther  | 2:0 | 300   | 25    | 12,00 | 12,00 | 59 |

| Name         | MP  | Pkte. | Aufn. | GD    | BED   | HS  |
| ------------ | --- | ----- | ----- | ----- | ----- | --- |
| Klaus Hose   | 2:0 | 300   | 11    | 27,27 | 27,27 | 215 |
| Klaus Müller | 0:2 | 146   | 11    | 13,27 | –     | 44  |

### 7. Spielrunde
| Name           | MP  | Pkte. | Aufn. | GD | BED | HS |
| -------------- | --- | ----- | ----- | -- | --- | -- |
| Günter Siebert | 0:2 |       | ´     |    |     |    |
| Klaus Müller   | 2:0 |       |       |    |     |    |

| Name               | MP  | Pkte. | Aufn. | GD    | BED   | HS |
| ------------------ | --- | ----- | ----- | ----- | ----- | -- |
| Thomas Wildförster | 2:0 | 300   | 21    | 14,28 | 14,28 | 64 |
| Fritz Günther      | 0:2 | 208   | 21    | 9,90  | –     | 36 |

| Name          | MP  | Pkte. | Aufn. | GD    | BED   | HS  |
| ------------- | --- | ----- | ----- | ----- | ----- | --- |
| Dieter Müller | 2:0 | 300   | 10    | 30,00 | 30,00 | 120 |
| Klaus Hose    | 0:2 | 107   | 10    | 10,70 | –     | 48  |

## Abschlusstabelle
| Klassement                 | Klassement         | Klassement | Klassement | Klassement | Klassement | Klassement | Klassement | Klassement |
| Platz                      | Name               | MP         | Pkte.      | Aufn.      | GD         | BED        | HS         |            |
| -------------------------- | ------------------ | ---------- | ---------- | ---------- | ---------- | ---------- | ---------- | ---------- |
| 1                          | Dieter Müller      | 12:2       | 2095       | 65         | 32,23      | 60,00      | 151        |            |
| 2                          | Klaus Hose         | 10:4       | 1787       | 80         | 22,33      | 50,00      | 226        |            |
| 3                          | Thomas Wildförster | 10:4       | 1935       | 108        | 17,91      | 60,00      | 225        |            |
| 4                          | Günter Siebert     | 8:6        | 1584       | 120        | 13,20      | 20,00      | 122        |            |
| 5                          | Klaus Müller       | 6:8        | 1126       | 121        | 9,30       | 10,71      | 49         |            |
| 6                          | Fritz Günther      | 6:8        | 1506       | 180        | 8,36       | 12,00      | 70         |            |
| 7                          | Dieter Wirtz       | 2:6        | 824        | 90         | 9,15       | 12,50      | 65         |            |
| 8                          | Norbert Ohagen     | 2:6        | 765        | 101        | 7,57       | 6,66       | 65         |            |
| 9                          | Wolfgang Zenkner   | 2:6        | 888        | 102        | 8,70       | 16,66      | 156        |            |
| 10                         | Otto Wallraf       | 0:8        | 390        | 79         | 4,93       | –          | 49         |            |
| Turnierdurchschnitt: 12,33 |                    |            |            |            |            |            |            |            |